# Sirami Ramian
Sirami Ramian is een bestuurslaag in het regentschap Tapanuli Tengah van de provincie Noord-Sumatra, Indonesië. Sirami Ramian telt 403 inwoners (volkstelling 2010).